# Марина Степнова
Марина Љвовна Степнова (рус. Марина Львовна Степнова; Јефремов, 2. септембра 1971) руска је књижевница, ауторка савремене руске прозе, песник, уредник и сарадник часописа, преводилац са румунског језика.

## Биографија
Сели се са породицом у Кишињев 1981. године. Ту похађа филолошки факултет Кишињевског универзитета. Након тога одлази у Москву на Књижевни институт “М. Горки”. Радила је као главни уредник у специјализованом часопису “Телохранитељ”. Главни уредник часописа XXL је од 1997. године.
Марина Љвовна Степнова је писала приче које је објављивала у часописима "Наша улица", "Нови мир", "Звезда", "Сноб". Први роман Хирург (Хирург) је објавила 2005. године. Након њега следи роман Лазарове жене (Женщины Лазаря) који је објављен 2011. године. Године 2014. је објавила свој трећи роман Безбожна уличица (Безбожный переулок). Збирку кратких прича Негде близу Гросета (Где-то под Гроссето) објавила је 2016. године.

## Награде
- Роман Хирург ушао је у избор за награду "Национални бестселер" 2005. године.[1][2]
- Награду "Велика књига" Степнова је добила за роман Лазареве жене. Роман је ушао и у најужи круг награда "Руски букер", "Национални бестселер" и "Јасна пољана" за 2012. годину.[1][2]

## Дела

### Романи
- Хирург (Хирург), 2005.
- Лазарове жене (Женщины Лазаря), 2011.
- Безбожна уличица (Безбожный переулок), 2014.

### Приче
- Негде близу Гросета (Где-то под Гроссето), 2016.